# Bella Darvi
Bella Darvi,  eigentlich Bajla Węgier (* 23. Oktober 1928 in Sosnowiec, Polen; † 10. September 1971 in Monte Carlo, Monaco), war eine polnische Schauspielerin.

## Leben
Die polnische Jüdin war die Tochter des Bäckers Chajm Węgier und dessen Frau Chaja Zygelbaum, die 1929 von Polen nach Frankreich übersiedelten. Während des Zweiten Weltkrieges wurde sie bei einer Fahrt aus dem von der Wehrmacht besetzten Paris nach Vichy-Frankreich festgenommen und in einem Toulouser Gefängnis inhaftiert. Ihr Bruder wurde im Konzentrationslager ermordet.
Nach dem Krieg führte sie zunächst das Leben eines Society-Girls an der Französischen Riviera und in Paris, wo sie schließlich für Hollywood entdeckt wurde. 1952 zog sie nach Kalifornien und drehte nach einer kurzen Beziehung mit Marlon Brando 1954 neben Victor Mature, Peter Ustinov und Jean Simmons den Film Sinuhe der Ägypter. Sowohl für diese Rolle als auch den Film Inferno, der im gleichen Jahr in die Kinos kam, gewann sie den Golden Globe Award als beste Nachwuchsdarstellerin.
Ihr ausschweifendes Leben lieferte der Boulevardpresse immer wieder kleinere und größere Aufreger: Schwierigkeiten mit der US-Immigrationsbehörde, Liebeleien mit Mitgliedern der High-Society in Frankreich, Italien, Brasilien, dem Bruder des persischen Schahs, eine lesbische Neigung, eine Leidenschaft fürs Casino und das Glücksspiel, die immer wieder zu großen Geldverlusten führte, eine öffentliche Rangelei aus Eifersucht mit Juliette Gréco und ein Autounfall. Nachdem sich hohe Spielschulden angehäuft hatten und sie bei mehreren Selbstmordversuchen ertappt worden war, kam sie Ende der 1960er Jahre in eine Klinik an der Riviera. Trotzdem nahm sie sich 1971 im Alter von 42 Jahren mit Hilfe von Gas in Monte Carlo das Leben. Ihre Leiche blieb über eine Woche unentdeckt.

## Filmografie (Auswahl)
- 1954: Sinuhe der Ägypter (The Egyptian)
- 1954: Inferno (Hell and High Water)
- 1955: Küsse, Kugeln und Kanaillen (Je suis un sentimental)
- 1955: Der Favorit (The Racers)
- 1956: Ein Schatten auf dem Dach (Je reviendrai à Kandara)
- 1958: Nacht über Paris (Rafles sur la ville)
- 1958: Der Gorilla lässt schön grüßen (Le gorille vous salue bien)
- 1958: Pià de Tolomei
- 1959: Der Schatten von Paris (Enigme aux Folies-Bergère)
- 1960: La donna di ghiaccio
- 1960: Unschuld im Kreuzverhör (Il rossetto)
- 1961: L’urlo dei bolidi
- 1969: Kasimir, mir graut vor dir (Le bourgeois gentil mec)
- 1971: Die frühreifen Mädchen (Les petites filles modèles)